# Ramana Maharši
Ramana Maharši, (Tamil:ரமண மஹரிஷி), * 30. december 1879, † 14. april 1950.
Rojen kot Venkataraman Iyer, je eden izmed najbolj spoštovanih indijskih mojstrov(»jnani«). Rodil se je v Tamilsko – govoreči brahmanski družini v Tiruchuzi, Tamil Nadu. Prebudil se je v 16. letu starosti, zapustil dom in se odpravil k sveti gori Arunačali v Tiruvannamalai, kjer je preživel preostanek življenja. Po dosegu mokše se je razodel kot »Atiasrami«, to je stanje nevezanosti na karkoli v življenju in onstran vseh kastnih omejitev. V njegovi navzočnosti je zahodno od romskega mesta Tiruvannamalai ob vznožju Arunačale zrasel ašram, imenovan Šri Ramana Ašram.
Ramana je trdil, da je najjasnejša oblika njegovega učenja mogočna tišina. Le ta je izžarevala iz središča njegove navzočnosti in je utišala um tistih, ki so bili uglašeni z njo. Nauk je podajal besedno le za dobro tistih, ki niso razumeli kako doseči stanje tihosti. Njegov besedni nauk je izviral iz neposredne izkušnje Atman kot edine obstoječe resnice. Vprašan za nasvet, je priporočil samoizpraševanje kot najhitrejšo pot k mokši. Četudi je njegov primarni nauk povezan z Nedualizmom, Advaito Vedanto in Jnana jogo, je predlagal Bhakti za tiste, za katere je videl da so tega zmožni, in odobraval raznolike poti in vaje.

## Življenje

### Zgodnja leta
Rodil se je 30. decembra 1879 v vasi Tiručuzhi blizu Arupukotai, Madurai, južna Indija, kot Venkataraman Ijer, očetu Sundaram Ijerju in mami Azhagammal. Prihajal je iz brahimske družine, v kateri je bil sam drugi od štirih otrok. Imel je brata Nagaswami in Nagasundaram ter sestro Alamelu. Že kot otrok je bil zelo nadpovprečen, kajti imel je izredno dober spomin. Doživljal je tudi globoka spanja iz katerih se ni zbudil tudi ob glasnih zvokih in dotikih. Ob očetovi smrti je skupaj z bratom zapustil mater in ostalo družino.

### Odraščanje in prebuditev
Obiskoval je Scott’s Middle School ter kasneje American Mission High School, kjer se je pobližje spoznal s krščanstvom. To obdobje je bilo pomembno v njegovem življenju z vidika lastnega prebujanja. Leta 1895 se je pobližje spoznal s sveto goro Arunachala, asocirirano z bogom Šiva, ki igra ključno vlogo na poti njegovega samoodkrivanja in z delom Perijapuranam (avtor: Sekizhar), ki govori o 63 Najanarah (opisuje življenja šaivitskih svetnikov).
Julija 1896, se je zgodilo njegovo prebujenje, ki mu kasneje pripisuje bistvo njegovega samouresničevanja. Dogodek opisuje kot občutke vročine in vzhičenosti, kot moč/tok ki ga je obsedel, zaradi česar je njegovo telo postalo togo. Iz dogodka je izpeljal misel: “ Moje telo je zdaj mrtvo, a jaz sem še vedno živ.” To je sprožilo postopek samospraševanja in pojav glavnega vprašanja njegove filozofije: Kaj sploh je tisto kar umre?
Po dogodku je postal miselno odsoten in začel verjeti, da se bo Bog spustil iz nebes pred njega. Zaradi svojega prepričanja se je izločal iz družbe in se 1. septembra 1896 vkrcal na vlak ter odpotoval v Tiruvanamalai.

### Tiruvanamalai templji

#### Arunčalešvara tempelj (1896-1897)
Po pobegu od doma je sprva živel v templju Arunčalešvara, kjer je preživel dneve v tako globokem samādhi (stanje močne koncentracije dosežene z meditacijo), da se sploh ni zavedal svojih okoliščin, med drugim tudi ugrizov golazni in škodljivcev. Pri življenju ga je ohranjal lokalni duhovik Sešadri Svamigal.

#### Gurumurtam tempelj (1897-1898)
Februarja 1897 se je preselil v tempelj Gurumurtam. V tem času je Ramana popolnoma zanemaril svoje zdravje, posvečal se je zgolj svojemu delu. Postajal je slaven zaradi svojega miru in večne tišine, dobival je vse več obiskovalcev in občudovalcev.

#### Arunčala (1899-1922)
Nasledjih 17 let je preživel v jami Virupakša. Leta 1907 ga je obiskal Ajala Somajadžulu Ganapathi Sastri in ga proglasil za Bhagavan (služi kot vzdevek božanstva) Sri Ramana Maharši. Od takrat naprej je znan pod tem imenom. Njegov uspeh je postajal vse večji, njegovo zdravstveno stanje pa je doživljalo negativne spremembe.

#### Sri Ramanasramam (1922-1950)
Sri Ramanasramam je ašram (mesto verskega zatočišča za hindujce), ki se je razvil okoli materine grobnice, kjer se je Ramana tudi dokončno ustalil.

## Zadnja leta
Leta 1948 so našli rakavo tvorbo, zaradi zavrnitve medicinske pomoči pa se je njegovo stanje le slabšalo. Njegovi predanci so kmalu obupali nad medicino in so ga začeli sami zdraviti z molitvami. Ramana je takrat izrekel enega njegovih slavnejših stavkov: “Zakaj ste tako navezani na to telo? Spustite ga! In kam pa lahko grem? Tukaj sem.”. Iz dneva v dan se je stanje le poslabševalo. Umrl je 14. aprila 1950 ob 8:47.

## Duhovna navodila in njegova znanja
Ramana je nudil duhovna navodila in nasvete, tako imenovana upadeśa, tako da je doprinesel daršan in sedenje v tišini skupaj s privrženci in obiskovalci, hkrati pa je tudi odgovarjal na vprašanja in skrbi. Mnogi pogovori in srečanja s privrženci so bili spremenjeni v knjige, mnoge je uredil tudi Ramana, nekaterim je bil avtor celo on sam.

## Bistvo ali esenca
Ramana esenco opisuje kot tok/moč, ki se je vanj sprostil in v njem obstal skozi življenje. Zavedati se je je začel šele po 'smrtni' izkušnji ter jo poimenoval osebni bog, Isvara, Brahman, Šiva ali srce. Opisuje jo kot energijo, vir iz katerega je proizvedena duša, ki obstaja znotraj telesa ne glede na njegova stanja; togost ali aktivnost. Prava esenca je nasprotje zaznavni izkušnji, ni individualna izkušnja ampak vsevključevalno zavedanje. Ne smemo je zamešati s posameznikovim jazom kot telesom, za katerega Ramana pravi, da ne obstaja in zatira resnično občutje prave esence. Esenca je večna in trajna in da preživi fizično smrt. Pravi da pravo esenco lahko prepoznavajo in zares začutijo le redki, ki dosežejo stopnjo samorealizacije.

### Tišina
Glavna metoda inštruiranja njegovih pripadnikov za odstranitev ignorance je bila tišina. Menil je, da je tišina popolna in nujna za doseg samoosvoboditve. Resnica naj bi bila onstran besed in ne potrebuje besedne obrazlage, vendar le redki so jo spodobni doumeti. Vsa njegova najpomembnejša poučevanja in interakcije z gosti so potekala v tišini, kajti zanj je bil pomemben le njihov um in ne fizična prisotnost. Znanje o tišini je posredoval s samo gracioznim mirnim pogledom.

### Samopoizvedovanje (vičara)
Je večna pozornost in večno zavedanje notranjega jaza oziroma notranje esence, ki se ne nanaša se na noben fizični del telesa. Ramana je menil, da je samopoizvedovanje najhitrejša in najučinkovitejša pot k notranji zbujenosti in zavedanju, vaditi pa jo je potrebno zelo dolgo časa. Ob dosegu te stopnje se zavedanje krepi in zaostri, moč misli pa se zmanjša.

### Samopredaja (bhakti)
Poleg tega, da je zagovarjal samopoizvedovanje kot najhitrejšo pot k samorealizaciji, je mnogim, ki niso mogli doseči prvotne poti samopoizvedovanja, priporočal pot bhakti (samopredajo kot sočasno ali postopno alternativo, ki bi si sčasoma sekala pot s samopoizvedovanjem). Samopredaja bi po njegovih merilih morala biti popolna in nesebična, kot pripravljenost sprejemanja vsega in nenamerno dejanje posameznika. Je naraščujoče zavedanje, da individualen posameznik, ki se ji lahko preda, ne obstaja.

### Reinkarnacija
Ramana je bil mnenja, da je reinkarnacija posledica nepravilnih idej o posameznikovi esenci kot resničnosti. Trdil je, da ponovno rojstvo ne obstaja. Verjel je, da je pojav mogoč, vendar le za tiste, ki niso sposobni razumeti neobstoja esence posamezika. Rekoč, da ko posameznik dojame ta koncept, ni več prostora za ideje reinkernacije. Torej razumevanje se prične šele, ko prekinemo našo identifikacijo nas kot telo, saj rojstvo in smrt naše esence ne obstajata.

## Predanost
Mnogi privrženci so Ramana obiskali zaradi darshana (pogled in izkustje svete osebe ali utelešenega boga, ki ima koristno in posredovalno vrednost). Mnogi naj bi ga enačili s svetim templjem ali kipom, kajti naj bi posedoval moč in duhovno energijo. Ramana je na dajanje darshana gledal kot na nalogo njegovega življenja, zato je bil vedno na voljo vsem. Predmeti, ki se jih je dotaknil ali uporabil so dobili za ljudi globlji pomen, saj naj bi nanje prenesel nekaj svoje moči in blagoslova. Priljubljeno je bilo tudi dotikanje njegovih nog, čeprav je sam o tem menil nekoliko drugače: “Prava stopala so v esenci privrženca. Dotik teh stopal je prava sreča. Razočaran boš bil, če se boš dotaknil mojih fizičnih stopal, kajti moje fizično telo bo enkrat izginilo. Največje čaščenje Gurujevih stopal prihaja iz notranjosti privrženca.” Mnogo privržencev je nanj gledalo kot na avatarja Skande, božjo oblike boga Shiva. Mislili so, da je reinkarnacija Jnana Sambandar-ja, enega izmed 63 Nayanarsov ali pa reinkarnacija Kumārila Bhatta, filozofa iz 8. stoletja.

## Zapuščina
Kljub temu, da mnogi trdijo, kako je Ramana na njih vplival, se sam nikoli ni publiciral kot guru in ni nikoli trdil, da ima privržence ali da bi imel naslednike. Četudi so mnogi po srečanju trdili, da so duhovno razsvetljeni, sam ni priznal, da je osvobodil kogarkoli, z izjemo svoje matere ob njeni smrti. Na njegovo željo je Ashram ostal odprt kot duhovna institucija, tako da jo lahko obišče vsak, ki si jo želi. Stotine ljudi ima možnost naselitve v templju, kjer lahko vadijo v bližini relikviarija in njegovi večni prisotnosti. Lahko posvečajo Ramanovim knjigam, shranjenim v tamkajšnijh prostorih, o njegovem poučevanju in metodah v veliko različnih jezikih.

## Dela
Ramana nikoli ni imel namena formulirati svojih poučevanj v besedno ali pisno obliko. Nekaj njegovih del je nasatalo kot odgvori na vprašanja njegovih privržencev. Le nekaj himn je bilo napisanih na njegovo pobudo.
Navedena dela so prevedena v angleščino.
- Self-Enquiry (izvirnik: Ramana Maharshi: Vichāra Sangraham)
- Who Am I? (izvirnik: Ramana Maharshi: Nān Yār?)
- The Essence of Instruction (izvirnik: Ramana Maharshi: Upadesa Saram)
- Forty Verses on Reality (izvirnik: Ramana Maharshi: Ulladu Narpadu)
- Five Hymns to Arunachala (izvirnik: Ramana Maharshi: Akshara Mana Malai, Navamani Mālai, Arunāchala Patikam, Arunāchala Ashtakam, Arunāchala Pañcharatna)

## Ozadje

### Indijska duhovnost
Po mnenju C. G. Junga Ramana ni bil edini s takim načinom razmišljanja. Bil naj bi simbol Indijske duhovnosti, skupek več različnih načinov Indijskih razmišljanj in duhovščin. Tako naj bi bile njegove metode tišine deloma prevzete iz Samādhi. V skladu z A. Edwardsom je popularna slika Ramana kot brezčasnega svetnika v soakordju z Indijsko konstrukcijo identitete kot notranje organiziranega duha, kar je čisto nasprotje Britanski zunanje orientirani materialitični kulturi.

### Šaivizem
Šaivizem je ena najpogostejših indijskih in hindujskih tradicij, kjer je Šiva najvišje bitje, ki ga častijo kot ustvarjalca in uničevalca svetov. Deli se v več podvej kot sta Šaiva Sidhanta (Šaivsova teorija) ali Kašmirski šaivizem. Skozi Ramanove odgovore in vključene elemente Advaite Vendante je njegovo duhovno življenje močno asociirano s šaivizmom. Ramana je prebral številne knjige s šaivisovimi nauki in iz njih prevzel marsikatera načela. Obravnaval je boga, Guruja in Esenco kot manifestacijo iste realnosti. Esenco je obravnaval kot svojega Guruja v obliki svete gore Arunčala, ki naj bi bila pojavna oblika boga Šiva. Bil je menja, da je gora v resnici pravi Šiva in je kasneje priznal, da je bila duhovna moč te gore glavni vzrok za njegovo samospoznanje. Goro je častil tako, da si je po čelu razmazal sveti pepel in o njej napisal tudi 5 himn.
Tamilščina ரமண மஹரிஷி; sanskrt रामण महर्षि – Maharši Veliki modrec, rojstno ime Venkataraman) (* 30. Dezember 1879 in Tiručuli v južnem Tamil Naduju; † 14. April 1950 in Tiruvanamalai, Indija) je bil indijski guru.
Ramana Maharši je bil rojen kot Venkataraman Iyer, 30. Decembra, 1879, v brahmanski družini. Bil je eden izmed najbolj spoštovanih indijskih mojstrov. Prebudil se je  že v 16. Letu starosti, nato je kmalu zapustil dom in se odpravil k sveti gori Arunačali v Tiruvannamalai, kjer je preživel preostanek življenja. Ko je dosegel mokšo se je razodel kot »Atiasrami«, to je stanje nevezanosti na karkoli v življenju in onstran vseh kastnih omejitev.    
Kasneje je bil poimenovan kot Bhagavan Sri Ramana Maharshi razkril je neposredno pot prakse samoizvedbe in pokazal človeštvu duhovno moč svetega hriba Arunachala, duhovnega srca sveta.    
Njegova oblika učenja je bila tišina, besedne nauke je podajal le tistim, ki niso razumeli kako doseči stanje tihosti. Bil je predstavnik advaita vedante 20. stoletja in je tistim, ki so iskali nasvet in prakso, priporočal metodo atma vičara, raziskovanje samega sebe na podlagi vprašanja: »Kdo sem?«. Danes se nanj sklicuje več deset zahodnih učiteljev satsanga in ga vidi kot vzornika. 

## Duhovna navodila
Ramana je najpogosteje priporočal Atma Vičara – raziskovanje Jaza – in Bhakti – predanost Bogu. 
Atma Vičara (Atma = duša, jaz, Vičara = spraševanje, raziskovanje, poizvedovanje) je metoda, ki jo je Ramana razvil v času, ko je bil mlad jamski puščavnik, in se pogosto imenuje najbolj neposreden način za 'izničenje' ega.
Ramana opisuje esenco kot tok/moč, ki se vanj sprosti in ostane v njem vse življenje. To je spoznal šele po izkušnji 'smrti' in ga poimenoval osebni bog Isvala, Brahmin, Šiva. Opisal jo je kot energijo, ki generira dušo, ki obstaja v telesu ne glede na njegovo stanje; togo ali aktivno. Pravo bistvo je nasprotje zaznavne izkušnje, ni individualna izkušnja, ampak vseobsegajoča zavest. Ne smemo ga zamenjevati z osebnim jazom, ker je to neobstoječe telo, kot je rekel Ramona, in zatira pravi pomen resničnega bistva. Bistvo je večno in trajno ter preživi fizično smrt. Dejal je, da le redki, ki dosežejo raven samo-aktualizacije, lahko prepoznajo in resnično začutijo pravo bistvo. Glavni način poučevanja svojih članov za odpravo nevednosti je skozi tišino. Verjame, da je tišina popolna in nujna za samoosvoboditev. Resnica bi morala biti neizrekljiva in ne zahteva ustne razlage, vendar jo le malokdo lahko dostojno razume. Vsa njegova najpomembnejša učenja in interakcije z gosti izvajajo v tišini, saj so zanj pomembne samo njihove misli, ne pa njihov fizični obstoj. Svoje razumevanje tišine je posredoval le s svojimi elegantnimi in mirnimi očmi. Je večna pozornost in večno zavedanje notranjega jaza ali notranjega bistva in se ne nanaša na noben del telesa. Ramona meni, da je samo-spraševanje najhitrejša in najučinkovitejša metoda notranjega prebujanja in zavesti, za vadbo pa je potrebno veliko časa. Na tej točki se zavedanje okrepi in izostri, čuječnost pa oslabi.  
Poleg tega, da zagovarja samospraševanje kot najhitrejšo pot do samospoznanja, pot bhaktija priporoča tudi mnogim ljudem, ki ne morejo priti do prvotne poti samoizpraševanja (samo-predaja je sinhrona ali postopna izbira, ki se bo na koncu pozanimala pri sebi). Bhakti pomeni čaščenje osebnega boga in predano služenje njemu, razume brezpogojno predajo usodi. To deluje le, če opustimo vsako prepričanje o individualnosti in svobodni voljiPo njegovih merilih bi morala biti samo-predaja popolna in nesebična, tako kot pripravljenost sprejeti vse in svoje nenamerno vedenje. Ljudje se vse bolj zavedajo, da temu nihče ne more podleči. Ramana verjame, da je reinkarnacija posledica napačnega prepričanja, da se bistvo posameznika obravnava kot resničnost. Verjame, da ponovno rojstvo ne obstaja. Meni, da je ta pojav možen, a le za tiste, ki ne morejo razumeti neobstoja individualne narave. Z drugimi besedami, ko posameznik enkrat razume ta koncept, ni prostora za reinkarnacijo. Razumevanje se torej začne šele, ko prekinemo identiteto sebe kot telesa, ker naše bistveno življenje in smrt ne obstajata.  

### Ramanovi učenci
Ramana se ni nikoli razglašal za guruja. Kljub temu mnogi njegovi učenci trdijo, da ga doživljajo kot sat-guruja (»popolnoma razsvetljenega učitelja«). Med njimi so Ganapati Muni, Anamalai Svami, H. W. L. Pondža in Robert Adams. H. W. L. Pondža velja za najbolj znanega učenca na Zahodu. 
S svojimi nauki je med drugim vplival tudi na Eckharta Tolleja in Kena Wilberja. 